# Fuat Sezgin
Mehmet Fuat Sezgin (24 octobre 1924 - 30 juin 2018) est un orientaliste turc spécialisé dans l'histoire des sciences arabes. Il a été professeur émérite d'histoire des sciences naturelles à l'université Johann Wolfgang Goethe de Francfort-sur-le-Main, en Allemagne et fondateur et directeur honoraire de l'Institut d'histoire des sciences islamiques arabes. Il a également créé des musées à Francfort et à Istanbul avec des répliques d'instruments scientifiques, d'outils et de cartes historiques arabes et islamiques. Sa publication la plus connue est la Geschichte des Arabischen Schrifttums, en 17 volumes, une référence en la matière.

## Carrière

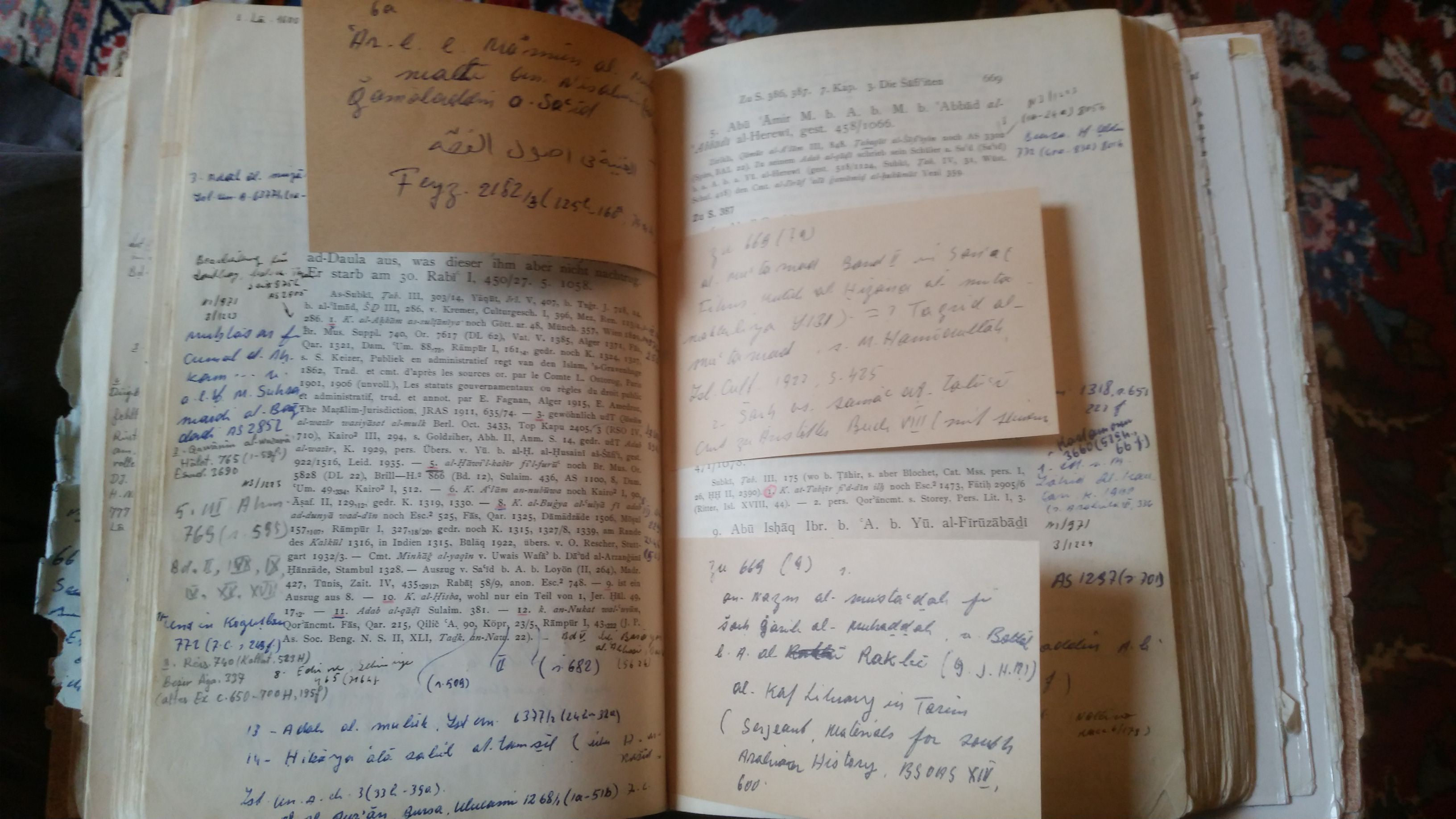
Exemplaire annoté par Sezgins du livre de Carl Brockelmann : Histoire de la littérature arabe. Supplément 1 de 1937.

Sezgin a grandi dans la ville de Bitlis en Anatolie. Il étudie de 1943 à 1951 à l'université d'Istanbul les études islamiques et arabes.
Sezgin a obtenu son doctorat de l’université d'Istanbul auprès de l’orientaliste allemand Hellmut Ritter (en) en 1950. Sa thèse intitulée "Buhari'nin Kaynakları"  (Les sources d’Al-Bukhari (810-870)) affirmait que, contrairement à la croyance répandue parmi les orientalistes européens, l’édition de Hadiths collectés par Mouhammad al-Boukhârî s'appuie sur une chaîne de sources écrites qui remontent à remontant au début de l'islam, au VIIe siècle, ainsi que l'histoire orale. 
Il a obtenu un poste à l'université d'Istanbul, mais a été licencié à la suite du coup d'État de 1960. Il s'installe en Allemagne en 1961 et commence à travailler comme professeur invité à l'université de Francfort. Il a été nommé professeur à l'université en 1965. Ses recherches à Francfort portaient sur l'âge d'or des sciences de l'islam et il passe son habilitation sur le thème de l'histoire de la science dans la culture arabo-islamique. 

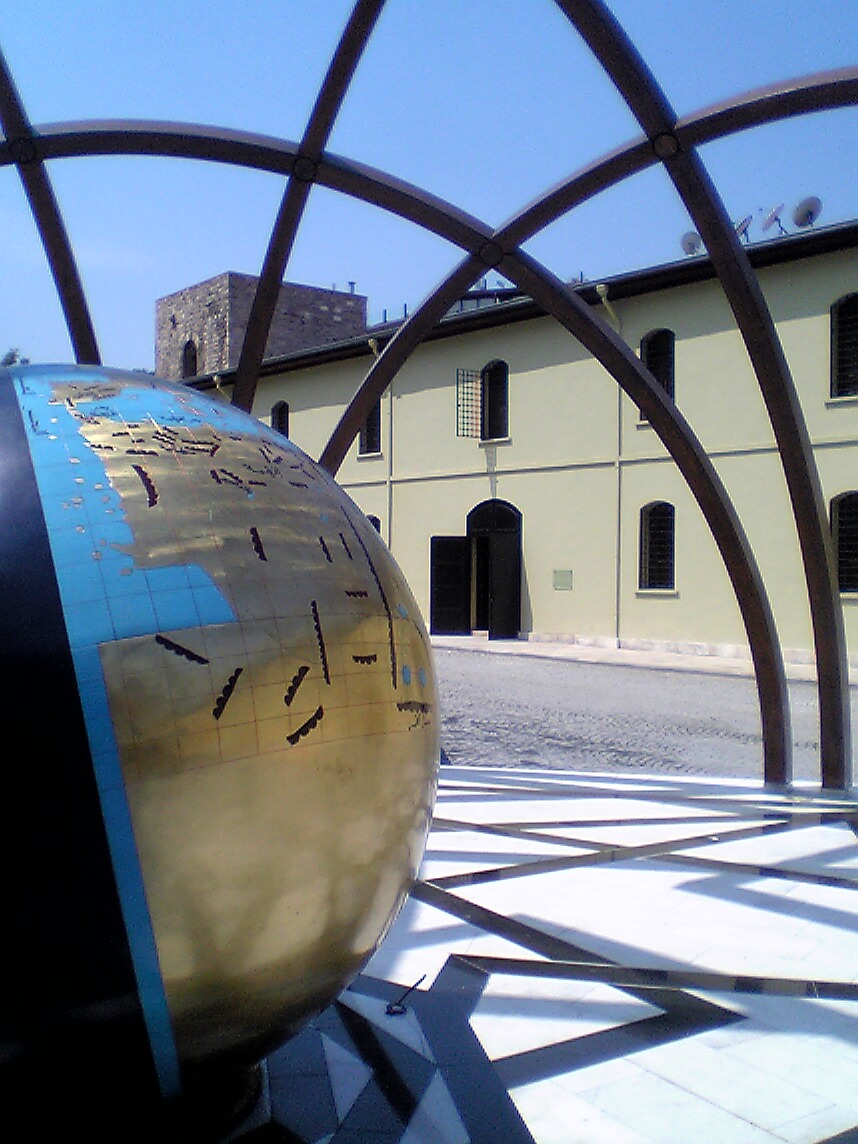
Globe avec la carte du monde d'Al-Ma’mūn, 2008, devant le musée d'Istanbul pour l'histoire de la science et de la technologie en islam

En 1982, Sezgin a créé l'Institut d'histoire des sciences arabes islamiques. Aujourd'hui, l'Institut abrite la collection de textes sur l'histoire des sciences arabo-islamiques la plus complète au monde. En 1983, Sezgin a également fondé un musée unique au sein de l'institut, rassemblant plus de 800 répliques d'instruments scientifiques historiques, d'outils et de cartes, appartenant pour la plupart à l'âge d'or de la science islamique. 
À Istanbul, Sezgin a créé un musée très similaire inauguré en 2008 à Istanbul, le musée d'Istanbul sur l'histoire de la science et de la technologie en islam (en turc: Museum İstanbul İslam Bilim ve Teknoloji Tarihi Müzesi). Il est situé dans l'ancienne étable du sultan, dans le parc Gülhane, en contrebas du Palais de Topkapı. Sa collection comprend environ 800 répliques d'instruments et d'instruments mis au point par des scientifiques musulmans des IXe   au   XVIe siècles,. 
En 1968, Sezgin retrouve quatre livres auparavant inconnus de l' Arithmetica de Diophante d'Alexandrie au Mausolée de l'imam Reza dans la ville islamique sacrée de Mechhed, dans le nord-est de l'Iran. Les bibliothécaires ont attribué les œuvres à l'auteur Costa ben Luca (Qusta b. Luqa al-Ba'labakkī) de Bagdad.
Au début des années 1970, Fuat Sezgin a retrouvé à Istanboul une œuvre de Hasan bar Bahlul, le Livre des signes (en arabe Kitab al-dala'il), conservé en entier dans un manuscrit et en partie dans un autre. C'est une sorte d'almanach présentant le calendrier des fêtes des différentes Églises chrétiennes orientales, mais aussi des musulmans, des juifs et des païens de Harran, et abordant ensuite plusieurs autres sujets : la manière de déterminer l'état de santé des esclaves, les poisons, la physiognomonie, l'oniromancie, etc.

## Publications
Fuat Sezgin est l'auteur et l'éditeur de nombreuses publications. Son ouvrage en 17 volumes, Geschichte des Arabischen Schrifttums (1967-2000), est la référence fondamentale de l' histoire de la science et de la technologie dans le monde islamique. En 1967, il a dédié le premier volume de son histoire de l’écriture arabe à l'historien des sciences allemand Willy Hartner (1905-1981). D'autres volumes sont apparus dans une succession rapide. Jusqu'à peu de temps avant sa mort, Sezgin travaillait à l'achèvement du volume 18. Cette série est devenue une œuvre standard dans l'histoire des sciences et porte l'abréviation GAS.  
Les Sciences naturelles de l'islam en cinq volumes documentent les objets du musée de Francfort. Depuis 1984, il dirige le Journal for the History of Arabic-Islamic Science. 
Sezgin a fait valoir que les marins musulmans avaient atteint les Amériques avant 1420, citant comme preuve l’inscription sur une carte et le fait que la haute précision longitudinale des premières cartes des Amériques n’aurait pas pu être atteinte avec la technologie de navigation occidentale.

## Prix et distinctions
Sezgin a reçu plusieurs prix, notamment en 1978 le Prix international du Roi Fayçal (en) d'études islamiques, dont il est le premier lauréat.
Il est également décoré de l'Ordre du Mérite de la République fédérale d'Allemagne, avec la Croix du mérite 1ère classe en 1982 et la Grande Croix en 2001. En 2009, il devait recevoir le Prix de la culture de Hesse avec Salomon Korn pour ses services au dialogue des religions. Sezgin l'a refusé car selon lui Korn « justifie la guerre d'Israël à Gaza »  et qu'il ne souhaite donc pas se voir attribuer le prix conjointement avec Korn. 
Il est membre de l'Académie turque des sciences (en), l'Académie du royaume du Maroc et des académies de langue arabe du Caire, de Damas et de Bagdad (en).

## Vie privée
Fuat Sezgin était marié à l'orientaliste Ursula Sezgin, avec qui il a vécu à Kronberg. Leur fille Hilal Sezgin est écrivain et journaliste. 
Fuat Sezgin est décédé le 30 juin 2018 à Istanbul, à l'âge de 93 ans. Il a été enterré à côté du musée dans le parc Gülhane. Le président Erdoğan était présent aux funérailles.

## Hommage
Le 24 septembre 2012, Melih Gökçek, maire de la municipalité du métropolite d'Ankara, a annoncé qu'une place d'Ankara avait été nommée en l'honneur de Fuat Sezgin. Un relief de lui créé par l'artiste Aslan Başpınar sur la place a été révélé le même jour en présence de Fuat Sezgin et de son épouse Ursula par le maire. 
En Turquie, l'année 2019 a été déclarée "Année du Prof. Dr. Fuat Sezgin" avec des événements nationaux sur l'histoire des sciences arabes.

## Liste de publications

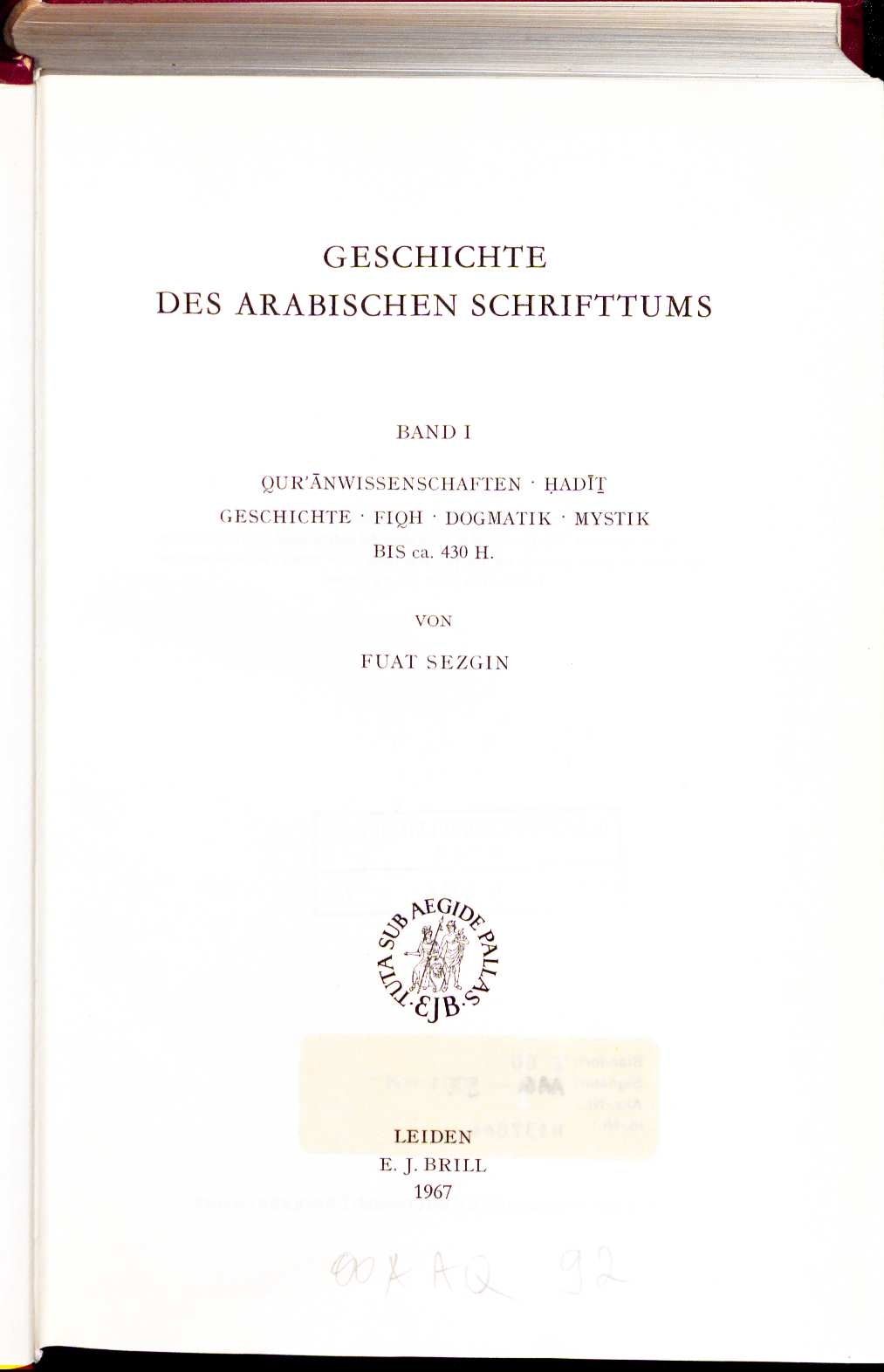
Geschichte des Arabischen Schrifttums, vol 1, 1967.

- Geschichte des Arabischen Schrifttums, (de) « Publications de et sur Fuat Sezgin », dans le catalogue en ligne de la Bibliothèque nationale allemande (DNB)..
  - vol. 1: Qur’ânwissenschaften, Hadît, Geschichte, Fiqh, Dogmatik, Mystik bis ca. 430 H. Brill, Leiden 1967, (de) « Publications de et sur Fuat Sezgin », dans le catalogue en ligne de la Bibliothèque nationale allemande (DNB)..
  - vol. 2: Poesie bis ca. 430 H. Leiden 1975,  (ISBN 90-04-04376-4).
  - vol. 3: Medizin, Pharmazie, Zoologie, Tierheilkunde bis ca. 430 H. Leiden 1970, (de) « Publications de et sur Fuat Sezgin », dans le catalogue en ligne de la Bibliothèque nationale allemande (DNB)..
  - vol. 4: Alchimie, Chemie, Botanik, Agrikultur bis ca. 430 H. Leiden 1971, (de) « Publications de et sur Fuat Sezgin », dans le catalogue en ligne de la Bibliothèque nationale allemande (DNB)..
  - vol. 5: Mathematik bis ca. 430 H. Leiden 1974, (OCLC 61843689).
  - vol. 6: Astronomie bis ca. 430 H. Leiden 1978,  (ISBN 90-04-05878-8).
  - vol. 7: Astrologie, Meteorologie und Verwandtes bis ca. 430 H. Leiden 1979,  (ISBN 90-04-06159-2).
  - vol. 8: Lexikographie bis ca. 430 H. Leiden 1982,  (ISBN 90-04-06867-8).
  - vol. 9: Grammatik bis ca. 430 H. Leiden 1984,  (ISBN 90-04-07261-6).
  - Gesamtindices zu Bd. 1/9. Institut für Geschichte der Arabisch-Islamischen Wissenschaften, Frankfurt am Main 1995, (de) « Publications de et sur Fuat Sezgin », dans le catalogue en ligne de la Bibliothèque nationale allemande (DNB)..
  - vol. 10:  Mathematische Geographie und Kartographie im Islam und ihr Fortleben im Abendland, historische Darstellung. Teil 1. Frankfurt am Main 2000,  (ISBN 3-8298-0056-8).
  - vol. 11: Mathematische Geographie und Kartographie im Islam und ihr Fortleben im Abendland, historische Darstellung. Teil 2. Frankfurt am Main 2000,  (ISBN 3-8298-0057-6).
  - vol. 12: Mathematische Geographie und Kartographie im Islam und ihr Fortleben im Abendland, Kartenband. Frankfurt am Main 2000,  (ISBN 3-8298-0058-4).
  - vol. 13: Mathematische Geographie und Kartographie im Islam und ihr Fortleben im Abendland. Frankfurt am Main 2007,  (ISBN 978-3-8298-0086-0).
  - vol. 14: Anthropogeographie. Teil 1: Gesamt- und Ländergeographie. Stadt- und Regionalgeographie. Frankfurt am Main 2010,  (ISBN 978-3-8298-0087-7).
  - vol. 15: Anthropogeographie. Teil 2: Topographie – Geographische Lexika. Kosmographie – Kosmologie. Reiseberichte. Frankfurt am Main 2010,  (ISBN 978-3-8298-0088-4).
  - vol. 16: Schöngeistige Literatur. Teil 1: Poetik, Rhetorik und Literaturtheorie, Dichterbücher, Anthologien, Kunstprosa. Frankfurt am Main, 2015,  (ISBN 978-3-8298-0105-8).
  - vol. 17: Schöngeistige Literatur. Teil 2: Bildungs- und Unterhaltungsliteratur. Leiden 2015,  (ISBN 978-3-8298-0106-5).

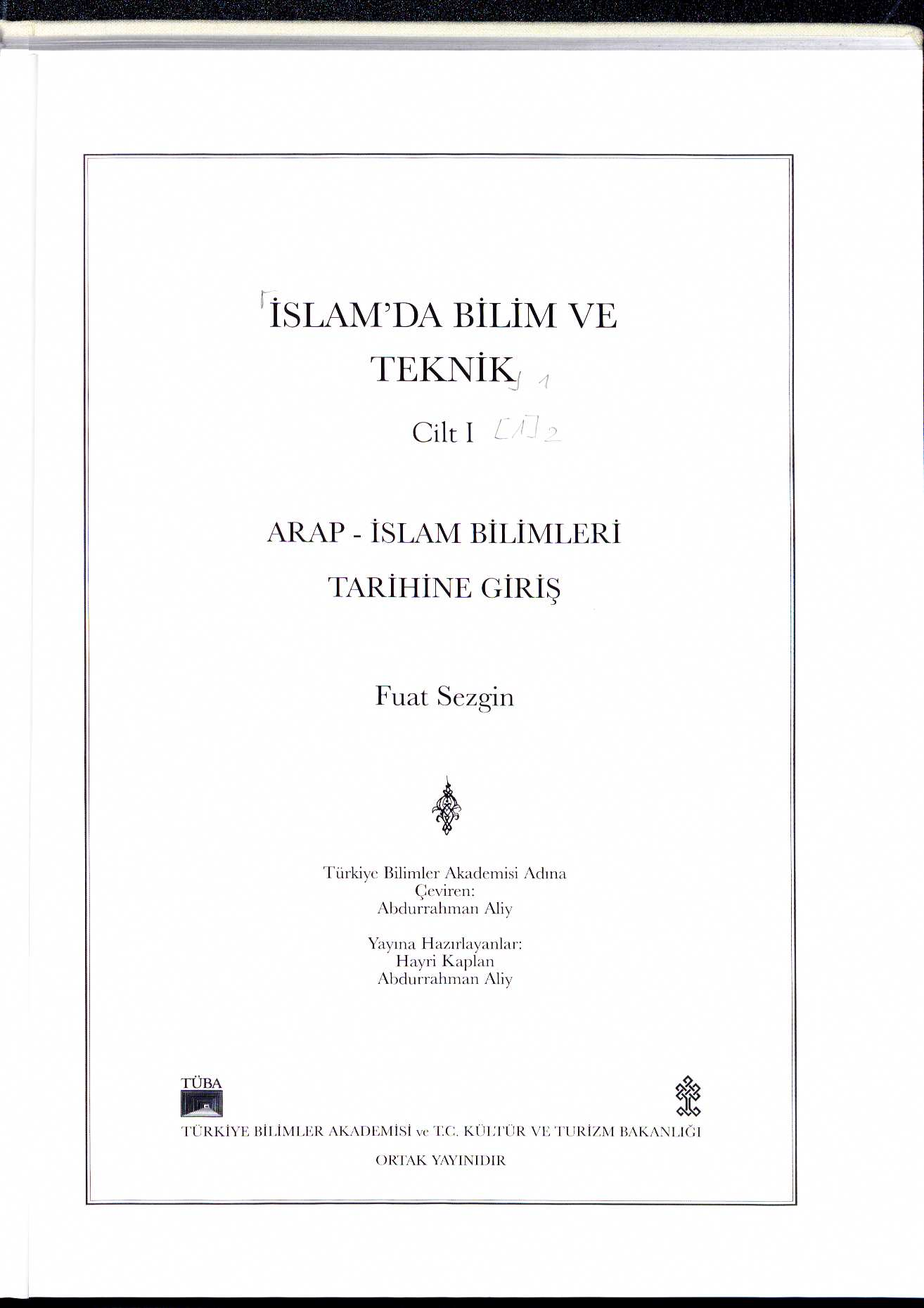
Feuillets de l'édition turque de Sezgin Science and Technology in Islam, 2007

- éd: Publications of the Institute for the History of Arabic-Islamic Science. vol 1 ff.
- Fuat Sezgin, Mazen Amawi, Carl Ehrig-Eggert et Eckhard Neubauer, The School of Baghdad (4th-5th/10th-11th cent.) and its achievements / Adrasat Bagḍaḍ wa-mungazaṭuha. Mattâ ibn Yûnus, Yaḥyâ ibn 'Adî, Ibn Zu'ra, Ibn Suwâr, Ibn as-Samḥ. Texts and Studies, Institute for the History of Arabic-Islamic Science at the Johann Wolfgang Goethe University, Francfort-sur-le-Main, 2000.
- Fuat Sezgin, Islamic Geography, vol. 201
- Fuat Sezgin, Einführung in die Geschichte der Arabisch-Islamischen Wissenschaften (Introduction à l'histoire des Sciences arabo-islamiques), 232 pp., 2003.  (ISBN 3-8298-0067-3) (ouvrage en allemand).
- Al-Ruhawi, L'éthique du médecin, éd. Fuat Sezgin (facsimilé du manuscrit unique), Publications of the Institute for the History of Arabic-Islamic Science, Series C, vol. 18, Francfort-sur-le-Main, 1985
- Al-Idrīsī (trad. Reinhart Pieter Anne Dozy, Michael Jan de Goeje), Description de l'Afrique et de l'Espagne, Leyde, Brill, 1866 (lire en ligne) ; repr. 1968 (trad. en ligne) ; publ. avec une nouv. éd. du texte arabe par Fuat Sezgin, Francfurt am Main, 1992 (Mathematical geography and cartography, 16).
- (ar) Ibn an-Nadīm, Kitab al-Fihrist : Texts and Studies = Kitāb al-fihrist li Ibn al-Nadīm : nuṣūṣ wa dirasāt, éd. par Fuat Sezgin et al., Francfort-sur-le-Main, 2005  (ISBN 3-8298-9004-4).
- Fuat Sezgin, Carl Ehrig-Eggert et E. Neubauer, Uluġ Beg Muḥammad Tūrġāy (d. 853/1449) and his astronomical activities : texts and studies, Institute for the History of Arabic-Islamic Science at the J. W. Goethe University, 1998, 373 p.
- Fuat Sezgin, Democritus, Theophrastus, Zenon, Bryson (?), Porphyrius, Themistius and Johannes Philoponus in the Arabic Tradition. Textes and Studies Collected and Reprinted by Fuat Sezgin, Islamic Philosophy, vol. 110, Publications of the Institute for the History of Arabic-Islamic Science, Francfort-sur-le-Main, 2000.
- Fuat Sezgin,Wissenschaft und Technik im Islam, Einführung in die Geschichte der arabisch-islamischen Wissenschaften, Francfort-sur-le-Main, 2003,  (ISBN 3-8298-0072-X).
- Sezgin Fuat et Neubauer Eckhard, Sciences et techniques en Islam, Encyclopédie en 5 tomes, Institut ür Geschichte der Arabisch-Islamischen Wissenschaften an der J.W., 2005
- Abü 'Ubaid: Maðâz al Qour'ân. 2 volumes. Le Caire 1954-1962 (Repr. Caire 1980, Beyrouth 1981).
- Buhari'nin kaynakları; hakkinda araştırmalar (Les sources de Buchari [turc]). Istanbul 1956 (2e édition, Ankara 2000).
- "Kitâb Dalâ'il al-Qibla" li-Ibn al-Qaþþ (Le "Kitâb Dalâ'il al-Qibla" de Ibn al Qaþþ). Dans: Journal d'histoire des sciences arabo-islamiques. Volume 4 (1987-1988),  (ISSN 0179-4639), pages 7 à 91; (1989), p. 7-45.
- Risâlat Ibn Ridwâ fi Daf 'madârr al-abdân bi-ard Miþr (Ibn Ridwân’s treatise on preventing of harmful influences upon the human body in the climate of Egypt). Dans: Zeitschrift für Geschichte der arabisch-islamischen Wissenschaften. Volume 6, 1990, pages 7 à 44.
- comme éd: Studies on Ibn Sīnā (d. 1037) and his medical works. 4 volumes. Frankfurt am Main 1996 (= Publications de l’Institut d’histoire des sciences arabo-islamiques, publié par Fuat Sezgin, volume 10-13: Médecine islamique).
- co-éd : 'Ali ibn abi l-azm al-Qarshī ibn al-Nafīs (déc. 687/1288). Textes et Etudes. Frankfurt am Main 1997. (= Publications de l'Institut pour l'histoire des sciences islamiques arabes., Volume 79).
- co-éd : Abū'Alī Ibn Sīnā (d.428 / 1037). Textes et Etudes. Recueilli et réimprimé. 5 volumes, Francfort-sur-le-Main 1999 (= Publications de l'Institut pour l'histoire des sciences arabo-islamiques. Volume 30-34: Philosophie islamique).
- co-éd avec Mazen Amawi, Carl Ehrig-Eggert et.   al.: Ibn al-Nafis, Ali ibn Abi'l-Hazm al-Qarshi (d.1288). Textes et études (= Médecine islamique, volume 79). Université Johann Wolfgang Goethe, Frankfurt am Main 1997,  (ISBN 3-8298-3079-3) .
- Muhâdarât fi ta'rih al-'ulüm al-'arabïya wa-l-kartüðrâfiya 'inda l-'Arab wa stimrâruhâ fi l-ðarb (Selections from: Mathematical Geography and Cartography in Islam and their Continuation in the Occident). Francfort 2000.
- Le calife al-Ma'mun et sa contribution à la carte du monde. Origine arabe des cartes européennes. Dans:  Forschung Frankfurt (de) . 2000, pages 22-31.
- al Uül al-'arabīya li l-harā'it al-urubīya bain al-qarn al-tāli t'asara wa-t-tāmin 'asara li l-mālād (Les origines arabes des cartes européennes entre le XIIIe et le XVIIIe siècle). Dans: Zeitschrift für Geschichte der arabisch-islamischen Wissenschaften. Vol 14, 2001, pages 7-40.
- Wissenschaft und Technik im Islam. Dans: Veröffentlichungen des Instituts für Geschichte der Arabisch-Islamischen Wissenschaften. 5 volumes. Frankfurt am Main 2003,  (ISBN 3-8298-0072-X) ; Volume 1, Volume 2, Volume 3, Volume 4, Volume 5 . İslam'da bilim ve teknik en turc. 5 volumes, Istanbul 2007, anglais Science et technologie en Islam. Version abrégée, Frankfurt am Main 2004.
- Arabic origin of European maps. In: Zeitschrift für Geschichte der arabisch-islamischen Wissenschaften. Volume 15, 2002/2003, pages 1-23.
- Die Entdeckung des amerikanischen Kontinents durch muslimische Seefahrer vor Kolumbus. In: Geschichte des Arabischen Schrifttums. Volume XIII (2006), p. 2-39 (PDF, 2.6)   MB; Numérisation de texte intégral).